# NGC 3840
NGC 3840是一个位于狮子座的螺旋星系，距离地球3.2亿光年，属于獅子座星系團，1864年5月8日由海因里希·路易·达雷发现。